# Йохан Бернхард фон Траун
Йохан Бернхард фон Траун (на немски: Johann Bernhard/Johannes Bernhardus von Traun; * 1546; † пр. 12 юли 1580) е благородник от стария австрийски род Траун от линията Майсау.

## Произход и наследство
Той е син на Адам фон Траун (1516 – 1563) и съпругата му Аполония Меурл фон Леомпах1 († 1551), дъщеря на Бернхард Меурл фон Леомпах и Елизабет фон Пирхинг. Внук е на Себастиан фон Траун (1483/1484 – 1533) и Магдалена фон Целкинг († 1538).
Фамилията Траун произлиза от Траунгау в Горна Австрия. Дворецът Траун е собственост на фамилията от 1120 г., а дворецът Майсау от 1526 г. През 1537 г. фамилията на господарите фон Траум наследява двореца и господството Майсау и започва да се интересува все повече за Долна Австрия.
През 1653 г. император Фердинанд III издига фамилията Траун на имперски граф с името фон Абеншперг-Траун.
Внуците му Ханс Ото Еренрайх фон Абеншперг-Траун (1610 – 1659) и неговите двама братя са издигнати на „граф фон Абеншперг и Траун“.
- Дворец Траун, 1674 в Горна Австрия
- Замък Майсау, 1672 в Долна Австрия

## Фамилия
Йохан Бернхард фон Траун се жени на 18 януари 1569 г. за фрайин Мария фон Ауершперг (* 1552; † 20 февруари 1594), дъщеря на фрайхер Зигмунд Николаус фон Ауершперг (1522 – 1581/1591) и фрайин София фон Фолкенсторф (1520 – 1570). Те имат син и две дъщери:
- Зигизмунд Адам фон Траун (* 24 януари 1573, Майсау; † 2 февруари 1637, Виена), става протестант, главен дворцов майстер и президент на дворцовата камера, маршал в Австрия унтер дер Енс, женен на 20 февруари 1594 г. в Линц за Ева фон Полхайм (* 13 март 1576; † 19 юли 1621, Баден, Виена), дъщеря на фрайхер Вайкхард фон Полхайм (1553 – 1609) и фрайин Сабина фон Лимпург-Шпекфелд († 1620); имат 13 деца
- София (1570 – 1597)
- Аполония (1571 – 1572)